# Negative Man
Negative Man, a właściwie Larry Trainor – superbohater z DC Comics. Postać została stworzona przez Boba Haneya, Arnolda Drake’a i Bruna Premiani. Po raz pierwszy pojawiła się w My Greatest Adventure #80 z czerwca 1963. Negative Man pojawił się w serialach telewizyjnych i filmach animowanych. Po raz pierwszy w wersji aktorskiej pojawił się w serialu Titans, gdzie grał go Dwain Murphy, a głos podkładał mu Matt Bomer. Jest też jednym z głównych bohaterów serialu Doom Patrol. Rolę Murphy’ego przejął Matthew Zuk. Wciela się on w fizyczną postać Negative Mana. Bomer zaś użycza Trainorowi głosu oraz pojawia się w retrospekcjach oraz w spalonym ciele.

## O postaci
Oryginalnie Negative Man, Larry Trainor, jest jednym z założycieli Doom Patrolu, wraz z Elasti-Girl, Robotmanem oraz dr Nilesem Caulderem. Podobnie jak pozostali członkowie zespołu postrzega siebie w równym stopniu jako ofiarę co superbohatera, zaś swoje umiejętności traktuje jako przypadłość, a nie jak błogosławieństwo.
Jego kariera jako superbohater zaczyna się, gdy w trakcie lotu testowym samolotem zostaje wystawiony na działanie pola radioaktywnego. Wydarzenie to sprawia, że może uwalniać ze swojego ciała ujemnie naładowaną energię – istotę nazywaną Negative Manem bądź później Negative Spiritem. Może ona latać z dużą prędkością, powodować eksplozję ciał stałych i przechodzić przez nie. Przypomina mroczną sylwetkę człowieka otoczoną jasnym blaskiem. Istota znajduje się pod kontrolą Trainora i początkowo wydaje się, że nie ma własnego umysłu. Niestety, Trainor pozbawiony drugiej postaci jest słaby i bezbronny, zaś istota pozbawiona ciała jest w stanie wytrzymać około 60 sekund bez ryzyka śmierci. Po wypadku Larry jest zmuszony do noszenia specjalnych bandaży, aby chronić osoby postronne przed promieniowaniem.

## Występowanie
Po raz pierwszy pojawił się w zeszycie My Greatest Adventure #80 (czerwiec 1963). Został wykreowany przez Arnolda Drake’a, Bona Haneya oraz Bruna Premianiego.

### W innych mediach

#### Telewizja

##### Animacje
- Pojawił się w dwóch odcinkach serialu Młodzi Tytani (Powrót do domu). Głosu użyczał mu Judge Reinhold.
- Pojawił się w serialu Batman: Odważni i bezwzględni,  w odcinku Ostatni patrol. Głos podkładał mu David K. Hill.
- Wystąpił w segmencie DC Nation Shorts, poświęconym Doom Patrolowi. Głosu użyczył mu Clancy Brown.

##### Filmy i serialelive-action
- Pojawił się w serialu Titans. W jego fizyczną postać wciela się Matthew Zuk, a głosu użycza mu Matt Bomer[4][5].
- Był jednym z głównych bohaterów serialu Doom Patrol. W jego fizyczną postać wciela się Dwain Murphy, a głosu użycza mu Matt Bomer[6].